# Calzada de Tera
Calzada de Tera es una localidad española del municipio de Vega de Tera, en la provincia de Zamora, y la comunidad autónoma de Castilla y León.
Se encuentra en el kilómetro 36 de la carretera N-525. Cruce de caminos, Santiago de Compostela por el camino Mozárabe, cortado por la antigua vía Romana XVII desde Braganza a Astorga, la que servía para poder transportar el oro hasta el océano Atlántico, desde Las Médulas, en León. 

## Historia
La antigüedad de Calzada si tomamos como testigo el puente antiguo es de más de 2000 años, aunque los datos a consultar datan del año 893. El puente antiguo se encuentra bajo las aguas y ahora se ha construido un nuevo puente "El puente de Oro" nombre en honor al antiguo puente, por el cual pasaba el oro procedente de "Las Médulas" de León hacia Sevilla siguiendo la Ruta de la Plata hasta Sevilla. Este puente une los pueblos Calzada y Calzadilla.
En la Edad Media, el territorio en el que se asienta la localidad quedó integrado en el Reino de León, cuyos monarcas habrían emprendido la repoblación del pueblo.
Posteriormente, en la Edad Moderna, Calzada de Tera fue una de las localidades que se integraron en la provincia de las Tierras del Conde de Benavente y dentro de esta en la receptoría de Benavente.
No obstante, al reestructurarse las provincias y crearse las actuales en 1833, la localidad pasó a formar parte de la provincia de Zamora, dentro de la Región Leonesa, quedando integrada en 1834 en el partido judicial de Benavente.

## Geografía y demografía
Se encuentra situado a la orilla del río Tera, a unos 4 km de Vega de Tera, la cabecera del municipio. El municipio lo componen las localidades de Calzada de Tera, Junquera de Tera, Milla de Tera y Vega de Tera. Calzada cuenta con 94 habitantes y se encuentra a unos 787 metros sobre el nivel del mar.

## Ocio
Para los amantes del deporte disponemos de Coto de Caza y Coto Deportivo de Pesca al que acude a menudo un gran número de personas a disfrutar de estos deportes. Los campos de esta localidad zamorana cuentan con grandes extensiones planas para realizar acampadas. Además, el amplio caudal que el río Tera tiene a su paso por el pueblo permite la realización de actividades acuáticas como canoa y piragüismo. Hay que destacar también la zona de baño recreativo sin vigilancia, que ofrece un clima idóneo en verano. Los senderos del paraje de las "Barranquitas" ofrecen la disponibilidad de realizar rutas de senderismo en un entorno único (para hacer el amor es perfecto). Los miradores con los que cuenta este paraje natural alcanzan una vista panorámica del pueblo.

## Economía
Sus habitantes se han dedicado principalmente a la agricultura y la ganadería, aunque siempre ha habido y hay población dedicada al comercio, la industria y la restauración.
Dispone de tiendas de alimentación, carnicería, estanco, bar y restaurante y varias empresas de la construcción además de las explotaciones ganaderas y agrícolas.

## Fiestas
Celebra sus fiestas principales el día 7 y 8 de agosto en honor a San Cayetano, fecha que es aprovechada por los emigrantes para visitar a las familias y disfrutar del pueblo, pero también celebra las de San Vicente el 22 y 23 de enero y las de San Jorge patrón del pueblo el 23 de abril.

## De interés
- Calzadilla de Tera
- Vega de Tera
- Olleros de Tera